# 山形県立村山農業高等学校
山形県立村山農業高等学校（やまがたけんりつむらやまのうぎょうこうとうがっこう、Yamagata Prefectural Murayama Agricultural High School）とは、かつて山形県村山市楯岡にあった県立の農業高等学校である。略称は「村農」。
県立高等学校の再編により、2014年（平成26年）3月に閉校した。

## 概要
歴史
1895年（明治28年）創立の「簡易農学校」を前身とし、1948年（昭和23年）の学制改革により、新制の農業高等学校となった。
創立年数は農学校が県立移管された1900年（明治33年）をもとに数えられており、2010年（平成22年）に創立110周年を迎えた。
2014年（平成26年）に東根市の山形県立東根工業高等学校と統合して、山形県立村山産業高等学校を新設。2012年（平成24年）4月と2013年（平成25年）4月に入学した在校生は転籍して、新設の村山産業高校の2・3年生となり閉校。村山農高の校地・校舎は新設の村山産業高に継承された。
設置課程・学科
全日制課程 3学科
- 農産システム科 - 2年次より2コース（農産技術・農産加工）に分かれる。
- 環境クリエイト科 - 2年次より2コース（環境デザイン・環境技術）に分かれる。
- 園芸サイエンス科（2013年度（平成25年度）3年生のみ）

校訓
「耕道の精神」
- 自ら考え、主体的に学習しよう
- 生徒会活動に励み、心身を鍛えよう
- 思いやりの心を持ち、たゆまず励もう

教育目標
1. 創造力に富み幅広い教養を身につけた個性豊かな人間を育成する。
2. 健康でたくましく、勤労意欲と望ましい職業観に満ちた柔軟性のある人材を育成する。
3. 体験学習をとおして自ら考え、自ら学ぶ姿勢と課題解決能力を育み、社会で活躍できる人材を育成する。

教育方針
1. 各教科学習を充実させ、生徒一人ひとりを活かし、自ら学ぶ意欲を喚起する学習内容・指導の工夫改善に努める。
2. 勤労意欲と望ましい職業観を身につけ、自ら行動し、自ら学ぶ意欲をもてる生徒の育成をはかる。
3. 多様化する生徒に対し生徒一人ひとりの個性や能力の的確な把握に努め、個々に応じたきめ細かい学習指導や進路指導に努める。
4. 幅広い教養と社会性・倫理観を身につけた個性豊かな人間の育成をはかる。
5. 各種資格取得を積極的に奨励し、社会で活躍できる人間の育成をはかる。
6. 地域力を活用するとともに、地域行事・ボランティア活動など積極的に参加しながら地域に開かれた学校をめざし教育活動の理解をはかる。
7. 部活動・農業クラブ活動の活性化を図り、活力ある学校をめざす。

校章・校歌

## 沿革
農学校時代
- 1895年（明治28年） - 「簡易農学校」として創立。
- 1899年（明治32年） - 「北村山郡立農学校」に改称。
- 1900年（明治33年） - 山形県に移管される。
- 1901年（明治34年） - 「山形県立村山農学校」に改称。
- 1914年（大正3年） - 山形県立農業補習学校を併設。

新制農業高等学校
- 1948年（昭和23年）4月1日 - 学制改革により、「山形県立楯岡第一高等学校」と改称[3]。
- 1950年（昭和25年）- 「山形県立楯岡農業高等学校」に改称。
- 1953年（昭和28年）- 「山形県立村山農業高等学校」に改称。
- 2014年（平成26年）
  - 3月31日 - 閉校。校地と校舎は新設の山形県立村山産業高等学校に継承される。在校生（1・2年修了者）は転学の上、村山産業高等学校の2・3年生となる。
  - 4月1日 - 山形県立村山産業高等学校が開校。

## 年間行事
2学期制
前期
- 4月 - 入学式、耕道会・農業クラブオリエンテーション、村農・楯高野球定期戦
- 5月 - 創立記念式典、第1回校内農業鑑定競技会、農業クラブ意見発表会
- 6月 - 農業クラブ農業鑑定競技会
- 7月 - クラスマッチ（球技大会）、インターンシップ（職業体験）
- 8月 - 村山徳内まつり参加
- 9月 - ジャンボかぼちゃコンテスト、校内マラソン大会

後期
- 10月 - 村農祭、収穫感謝祭
- 11月 - 農業クラブプロジェクト発表会、修学旅行
- 12月 - クラスマッチ（球技大会）
- 1月 - 大学入試センター試験
- 2月 - 課題研究発表会
- 3月 - 卒業式

## 部活動
運動部
- 野球部
- 柔道部
- 剣道部
- 相撲部
- サッカー部（男子）
- ソフトテニス部
- 陸上競技部
- 自転車競技部
- バスケットボール部（男子）
- バレーボール部（女子）

文化部
- 書道部
- ホームクリエイト部
- 吹奏楽部
- 又新連[4]（村山徳内ばやし）

生産部
- 農産技術部
- バイテク部
- グリーンライフ部

## 交通アクセス
最寄りの鉄道駅
- JR東日本 山形新幹線・山形線「村山駅」徒歩30分

最寄りのバス停
- 山交バス「北町」停留所